# سلسلة حيوانات العالم
سلسلة حيوانات العالم هي سلسلة كتب علمية ذات رسوم ملونة مترجمة للناشئة صدرت عن مكتبة لبنان ناشرون ببيروت سنة 1974. تهتم هذه السلسلة بعرض أنواع الثدييات حول العالم وتستعمل كلمة (اللبونات) لوصفها. هذه السلسلة جزء من سلسلة كتب علمية أكبر نشرتها مكتبة لبنان ناشرون باسم سلسلة ليديبرد.
تتألف هذه السلسلة من سبعة كتب من القطع الصغير، عدد صفحات كل منها قرابة 50 صفحة، وتتميز بتسمية الحيوانات بأسمائها العربية الفصيحة مع تزيينها برسوم ملونة ونص عربي فصيح مضبوط بالشكل.
ألف جون لي بمبرتون سلسلة حيوانات العالم الأصيلة بالإنجليزية ورسم صورها، أما النسخة العربية فترجمها أربعة مترجمين هم أحمد عبد الهادي (جزء واحد)، ورامز مسوح (4 أجزاء) وأحمد شفيق الخطيب (جزآن، أحدهما بالمشاركة) وأنيس فريحة (جزء واحد بالمشاركة)، كما راجع الخطيب أجزاء مسوح ودققها.
طبعت مكتبة لبنان ناشرون النسخة العربية من هذه السلسلة مرتين، الأولى سنة 1974م، والثانية سنة 1981م ويوجد اختلاف في ترتيب الأجزاء بين الطبعتين، يبينها الجدول التالي:
| # | طبعة 1974              | طبعة 1981              |
| - | ---------------------- | ---------------------- |
| 1 | اللبونات الإفريقية     | اللبونات الآسيوية      |
| 2 | اللبونات الأسترالية    | اللبونات الإفريقية     |
| 3 | لبونات أمريكا الشمالية | اللبونات الأوروبية     |
| 4 | اللبونات الأوروبية     | لبونات أمريكا الشمالية |
| 5 | اللبونات الآسيوية      | لبونات أمريكا الجنوبية |
| 6 | لبونات أمريكا الجنوبية | اللبونات الأسترالية    |
| 7 | لبونات البحر والجو     | لبونات البحر والجو     |

## القائمة
هذه القائمة مرتبة حسب طبعة 1981.
| # | صورة الغلاف | العنوان                | المترجم                      | المراجع          | مُعرِّفات           | ملاحظات                               | مرجع  |
| - | ----------- | ---------------------- | ---------------------------- | ---------------- | ---------------- | ------------------------------------- | ----- |
| 1 |             | اللبونات الآسيوية      | أحمد عبد الهادي              |                  | OCLC: 4771323932 | -                                     | [ 1 ] |
| 2 |             | اللبونات الأفريقية     | رامز مسوح                    | أحمد شفيق الخطيب | OCLC: 1158674642 | بيانات الطبعة الأولى، صدرت سنة 1975م. | [ 2 ] |
| 3 |             | اللبونات الأوروبية     | رامز مسوح                    | أحمد شفيق الخطيب | OCLC: 745112542  | -                                     | [ 3 ] |
| 4 |             | لبونات أمريكا الشمالية | رامز مسوح                    | أحمد شفيق الخطيب | OCLC: 4771323941 | -                                     | [ 4 ] |
| 5 |             | لبونات أمريكا الجنوبيَّة | رامز مسوح                    | أحمد شفيق الخطيب | OCLC: 4771323946 | -                                     | [ 5 ] |
| 6 |             | اللبونات الأسترالية    | أحمد شفيق الخطيب             |                  | OCLC: 4770850586 | -                                     | [ 6 ] |
| 7 |             | لبونات البحر والجو     | أنيس فريحة، أحمد شفيق الخطيب |                  | OCLC: 52994847   | -                                     | [ 7 ] |